# Zdeněk Vyhlídal (spisovatel)
Zdeněk Vyhlídal (* 21. dubna 1934, Žďár nad Sázavou) je český spisovatel, novinář a pedagog, autor literatury faktu a literatury pro děti a mládež i pro dospělé.

## Život
Po maturitě roku 1952 nemohl pro své náboženské vyznání přímo studovat na vysoké škole a musel nejprve rok pracovat jako pomocný dělník ve slévárně. V letech 1953–1958 mu bylo umožněno vystudovat český a polský jazyk na Filozofické fakultě Masarykovy univerzity v Brně. Krátce pracoval jako redaktor Krajského nakladatelství v Havlíčkově Brodě a po roční vojenské službě se roku 1959 stal redaktorem Československého rozhlasu, nejprve literárního vysílání v Ostravě a později zpravodajského oddělení v Brně. Roku 1963 se stal vedoucím kulturní rubriky brněnské redakce Svobodného slova a v letech 1964–1969 byl zpravodajem tohoto listu v Olomouci.
Roku 1967 obhájil na Filozofická fakulta Univerzity Palackého v Olomouci rigorózní práci na téma Jakub Arbes jako literární historik a kritik a získal titul PhDr. (doktor filozofie). Roku 1968 působil jako předseda Okresního sdružení organizací dětí a mládeže v Olomouci a pracoval v redakční radě časopisu Student. Od roku 1969 od roku 1974 vyučoval na Pedagogické fakultě Univerzity Palackého jako odborný asistent. Roku 1974 přednášel obor rozhlasové a televizní dramaturgie na Katedře dějin věd o umění Filozofické fakulty Univerzity Jana Evangelisty Purkyně v Brně (tak se v letech 1960–1990 jmenovala Masarykova univerzita), byl však propuštěn, vrátil se do Brna a věnoval se literární, rozhlasové a televizní práci.
Roku 1980 se stal spoluzakladatelem a poté předsedou organizace Českého svazu ochránců přírody v Brně. Pro její kontakty se zahraničím a pro činnost, která se příliš nelíbila tehdejším komunistickým představitelům, byl v roce 1984 ve vykonstruovaném procesu odsouzen na šest měsíců podmíněně a roku 1988 ze stejných důvodů zatčen a odsouzen na čtyři měsíce do vězení. Roku 1990 se podílel na založení Ligy na ochranu zvířat. V roce 1991 byl tiskovým mluvčím politické strany Hnutí za samosprávnou demokracii – Společnost pro Moravu a Slezsko a řídil její týdeník Moravská orlice. V letech 1993–2002 pracoval jako externí redaktor rozhlasové stanice Svobodná Evropa. Roku 2010 obdržel Skleněnou medaili, druhé nejvyšší ocenění Kraje Vysočina, za celoživotní přínos v oboru literatury se zaměřením na pověsti a lidová vyprávění z Českomoravské vrchoviny.
V roce 2022 získal Cenu města Žďáru nad Sázavou  za spisovatelskou a publicistickou činnost.

## Dílo
Je autorem rozhlasových her a televizních inscenací, literatury faktu a literatury pro děti a mládež i pro dospělé. Psát začal již v době studií a jeho literární recenze, první prózy a kratší překlady z polštiny vycházely v Mladé frontě, v ostravském měsíčníku Červený květ nebo v olomouckém okresním listu Stráž lidu. Knižně debutoval roku 1958 sbírkou pověstí a lidových vyprávění z Českomoravské vrchoviny Odbíjí půlnoc a od tohoto roku začal také publikovat své práce v různých periodikách (například Rovnost, Jiskra, Stráž lidu, Svět v obrazech, Ahoj na sobotu, Nová svoboda, Brněnský večerník, Nástup, Ostravský kulturní měsíčník a další). Spolupracoval s televizí i s rozhlasem, pro který v letech 1979–1987 napsal na třicet dílů rozhlasového rodinného seriálu Jak se máte Vondrovi? Kromě toho je autorem mnoha článků a příspěvků do různých sborníků a kolektivních publikací.

### Časopisecky
- Křižovatky (1969, Stráž lidu), cyklus kriminálních povídek.
- Záhada jednoho života (1975, Nástup), faktografická próza o osudu ruského dítěte nalezeného v posledních válečných dnech a adoptované českými rodiči, knižně 2008.
- Než přišel 17. listopad (1979, Jiskra), životopisné pásmo o Janu Opletalovi.
- Pandur Trenck (1975, Brněnský večerník), dokumentární pásmo o baronu Trenckovi, veliteli pandurů Marie Terezie.
- Listy z černých kronik (1980, Brněnský večerník), pod pseudonymem Pavel Sochor.

### Beletrie
- Odbíjí půlnoc (1958), dvě desítky autorsky zpracovaných variací na chmurné pověsti a lidová vyprávění z Českomoravské vrchoviny, v nichž vystupují přízraky mrtvých a další nadpřirozené bytosti, loupežníci a vrazi a život lidí je prostoupen úzkostí z neúprosného osudu.
- Přelud (1961), povídka zahcycující citové zmatky a tápání studenta, který o prázdninách pracuje jako referent v rekreačním středisku.
- Bílá smrt (1974), povídka popisující milostný vztah dvou maturantů na stavbě mládeže, sobeckého chlapce, který se vždy ohlíží na svou kariéru a hmotný prospěch, a citlivé dívky, poznamenané otřesným zážitkem z doby okupace.
- Zatmění slunce (1980), dvě novely o těžkých životních situacích dnešních mladých lidí. První z nich (Zatmění slunce) líčí spor rozvedených manželů o dítě, a druhá (Zbytečná láska) popisuje prázdninový milostný vztah.
- Sarkander (2000), historická freska vyprávějící o posledních dnech svatého Jana Sarkandera.
- Kyvadlo času a jiné povídky (2001), povídkový soubor popisuje období druhé světové války a její následky.
- Politika na pranýři aneb Z Vysočiny do Svobodné Evropy (2005), úvahy, zamyšlení a komentáře.
- Vězeň ze Špilberku (2009), historická freska o baronu Trenckovi, veliteli pandurů Marie Terezie.
- Kdybych tě znovu volal, už se neotáčej... (2015), román o Janu Opletalovi a o událostech podzimu 1939, napsáno již roku 2010 pod názvem Studentská revolta.

### Beletrie pro děti a mládež
- Kluci z Horní ulice (1975), román ze sklonku druhé světové války, ve kterém do her party kluků pronikají válečné události v blízkém okolí.
- Strašení na Pančavě (1980), klukovský příběh s kriminální zápletkou odehrávající se na letním pionýrském táboře.
- Jak si ožehnout křídla (1984), román o studentce zdravotní školy, ve kterém autor spojil problematiku ochrany domácích zvířat s ostře kritickým pohledem na poměry ve školství.
- Pandur Trenck (1987), historický román o baronu Trenckovi, veliteli pandurů Marie Terezie.
- Starobylé pohádky (2000), volně zpracované pohádky klasických autorů (Božena Němcová, Karel Jaromír Erben) doplněné polozapomenutými pohádkami z obrozeneckých časopisů.
- Kočičí hrad (2002), román o chlapci, který se rozhodne postarat se o opuštěné kočky v okolí.
- O čmuchajícím psu Bojarovi (2006), povídka, vzniklá za účelem podpory dětského čtenářství, ilustrovaná žáky Základní umělecké školy Františka Drdly ve Žďáru nad Sázavou.

### Populárně naučné knihy
- 30letá válka (2001), čtení o počátku třicetileté války v Čechách a na Moravě od defenestrace královských místodržících k popravě vůdců stavovského povstání.
- Záhada jednoho života (2008), prvně vyšlo roku 1975 na pokračování v českolipských novinách Nástup, faktografická próza o osudu ruského dítěte nalezeného v posledních válečných dnech a adoptované českými rodiči.
- Pandur Trenk (2001), vzestup a pád vojenského velitele ve službách Marie Terezie.
- Jan Opletal – osudný podzim 1939 (2007), založeno na životopisném pásmu o Janu Opletalovi Než přišel 17. listopad, který vycházel roku 1979 v novinách Jiskra

### Odborné práce
- Obrozenecký spisovatel Matěj Josef Sychra (2002), život a dílo Matěje Josefa Sychry, rozšířeno 2006.
- Jakub Arbes jako literární vědec (2002), studie.
- Klasická pohádka a skutečnost (2004), monografie řešící vztah české pohádky k reálné společenské a kulturní situaci v době jejího vzniku.
- Literária (2010), výběr z literárněvědných statí.
- 2004  Klasická pohádka a skutečnost - literárně teoretická práce
- 2017 Typologický nástin pohádky a pověsti
- 2020 Strmá cesta k Bílé hoře - literárně teoretická práce

### Rozhlasové hry
- První případ (1976).
- Kdo jinému jámu kopá (1977).
- Stížnost (1977).
- Kontrolní den (1978).
- Výhodný podnájem (1978).
- Když je štěstí unavené (1978).
- Zákon schválnosti (1979).
- Šance na celý život 1979).
- Parta z Horní ulice (1980), rozhlasová dramatizace autorova stejnojmenného románu..
- Studentské requiem (1980).
- Poslanecký den (1981).
- Rub a líc (1981).
- Služební cesta (1981).
- Bílá velryba (1981).
- Azyl (1982).
- Láska kvete v každém věku (1982).
- Smíření (1982).
- O platícím klobouku a kouzelné hůlčičce (2002), pohádka.
- Když je štěstí unavené (2008), knižní vydání autorových rozhlasových her.

### Televizní inscenace a filmy
- Čelem k vesnici (1962).
- Když je štěstí unavené (1973).
- Štědrovečerní překvapení (1973).
- Šance na život (1976)
- Zásnuby s nevěrníkem (1976).
- Honba za pokladem (1978)
- Vernisáž (1982), televizní dramatizace povídky Bílá smrt.
- Pražská terčovnice (1982).